# Гессен-Дармштадтське ландграфство
Гессен-Дармштадтське ландграфство (нім. Landgrafschaft Hessen-Darmstadt) — німецьке князівство у складі Священної Римської Імперії, що існувало з 1567 до 1806 роки зі столицею у Дармштаді.

## Історія
Утворилося у 1567 році через розділ Гессенського ландграфства після смерті Філіпа I, його синами. Георг I — його молодший син успадкував Ландграфство Гессен-Дармштадт. Впродовж  XV-XVI ст. ландграфи Гессен-Дармштад успадкували багато земель, збільшивши свої володіння.
Дев'ятий граф князівства — Людвіг X за умовами Люневільського миру отримав Вестфальське графство,  Пфальцьке курфюрство, частину Майнцького курфюрства і місто Вормс. Після розпуску Священної Римської Імперії у 1806 році ландграфство приєдналось до Рейнського союзу і було перетворене у Велике герцогство Гессенське, що проіснувало до 1918 року.

## Список ландграфів
- Георг I 1567—1596
- Людвіг V 1596—1626
- Георг II 1526—1661
- Людвіг VI 1661—1678
- Людвіг VII 1678
- Ернст-Людвіг 1678—1739
- Людвіг VIII 1739—1768
- Людвіг IX 1768—1790
- Людвіг X 1790—1806